# Зорька (Новгородская область)
Зо́рька — деревня в Крестецком районе Новгородской области, входит в состав Ручьёвского сельского поселения.

## География
Деревня Зорька расположена на правом берегу реки Яймля, в 0,6 км к югу от трассы Крестцы—Окуловка, в 3 км к юго-востоку от деревни Борок, в 7,5 км к северо-востоку от деревни Ручьи, в 11 км к западу от съезда «Малый Борок» с М11, в 24 км к северо-востоку от посёлка Крестцы.

## Население
В 2002—133.
| 2010 |
| ---- |
| 19   |

В 2012 — 35.
В 2014 — 32.

## История
В конце XIX — начале XX вв. усадьба Зорька находилась в Тимофеевской волости Крестецкого уезда Новгородской губернии с центром в деревне Борок.
Усадьбой владела врач Екатерина Олимповна Шумова-Симановская. В 1906 её вдовец, академик Николай Петрович Симановский, и младшая сестра, Надежда Зибер-Шумова, открыли в Зорьке женскую гимназию имени Е. О. Симановской — первое в Крестецком уезде среднее учебное заведение.